# 佐野水柚
佐野水柚 (さの みゆう、1991年8月28日 - ）は、日本のグラビアアイドル。愛称は”さのみゆ”。リップ所属

## 略歴
20代後半となる2017年に撮影会モデルとしてデビュー。
2018年、グラビアアイドル発掘オーディション「ミスグラジャパ！」のファイナリスト、および週プレ酒場賞を受賞。
第7回アサ芸シークレット撮り下ろしグラビアオーディション・グランプリ。

## 人物・エピソード
- キャッチコピーは「みちのくの純白グラドル」[7]。
- 趣味は歌を歌うこと、音楽鑑賞[8]で特技はピアノ[9]。ピアノは4歳から習い学生時代に2年ほど留学をした。
- 清楚な容姿だがファンからはポンコツで干物[10]と性格を指摘されている。
- 学生時代に少し演劇部にいたことがある[11]。

## 出演

### テレビ
- オールスター後夜祭（2018年10月7日、TBS） - アシスタント
- 透明彼女 season8 ＃9（2019年6月8日、V☆パラダイス）
- 鎧美女 #106（2024年5月29日〈28日深夜〉、フジテレビONE） - 甲冑：黒田長政[12]

## 掲載

### 雑誌
- eS4 No.76（2018年8月、芸文社）巻中ページ
- HOT WATER SPORTS MAGAZINE No.183（2018年11月、造形社）表紙モデル[13]

## 作品

### DVD
- Muse（2018年4月27日、スパイスビジュアル）
- Only Miyu（2018年7月27日、スパイスビジュアル）[14]
- 真白 （2019年1月25日、スパイスビジュアル）[15]
- みゆうを愛でて（2019年9月20日、竹書房）※ブルーレイ同時発売
- 処女宮（2020年6月26日、エスデジタル）
- 淡く真っ白に（2021年7月21日、イーネットフロンティア）
- ラブ・サスペンス（2023年10月24日、Aircontrol）